# Grönländische Währungsgeschichte
Die grönländische Währungsgeschichte begann mit Tauschhandel, bevor in der Kolonialzeit eine eigene Währung eingeführt wurde. Heute wird in Grönland die Dänische Krone als einzige gültige Währung genutzt.

## Tauschhandel
Die Gesellschaft der Inuit kannte kein Geld in vorkolonialer Zeit. Die Geschäfte mit den Grönländern waren seit der Frühzeit des Walfangs Tauschgeschäfte, bei denen die Grönländer für ihre Felle, den Blubber oder Walknochen einen Gegenwert in begehrten Gütern wie Waffen, Munition und Kleidung erhielten. Es gab keine einheitlichen Preise auf der Insel, und häufig wurden die Grönländer bei diesen Geschäften deutlich übervorteilt. Bereits die beiden ersten Inspektoren von Den Kongelige Grønlandske Handel (KGH), Johan Friderich Schwabe und Bendt Olrik, sorgten für ein Ende dieser Machenschaften. Sie führten einheitliche Gefäße zum Abmessen des Blubbers ein und veröffentlichten jährlich Listen der Tauschkurse. Als Grundlage diente der Blubber in Gewichts- oder Volumenmaßen. So hatte beispielsweise ein Pfund Schießpulver einen Wert von zwei Pfund Blubber. Der Grundsatz des Einheitspreises für die ganze Insel wurde vom KGH bis zuletzt beibehalten.
Der Tauschhandel war trotz der einheitlich festgesetzten Preise umständlich, häufig blieben Restbeträge offen. Es entstand ein wachsender Bedarf ein einem Medium, das die Abrechnung vereinfachte und es ermöglichte, den Erlös eines Verkaufs aufzubewahren. Ohne dass die Grönländer Frühformen wie Primitivgeld kennengelernt hätten, wurde in Grönland ein Fiatgeld eingeführt. Den Anfang machte man 1801 mit handschriftlichen Zetteln die bei der Rückgabe vernichtet wurden, ab 1803 folgten gedruckte Banknoten. Darüber hinaus wurden vom KGH und anderen Unternehmen Token ausgegeben, 1894 und 1905 auch vom KGH.

## Koloniale Währung

### Banknoten

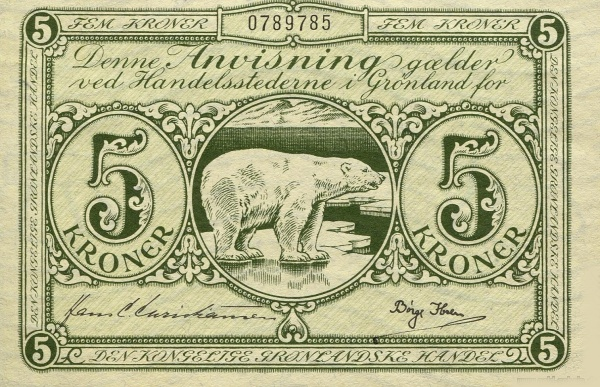
5 Kronen von 1953, in Umlauf bis 1967

Die ersten Banknoten Grönlands waren 1801 in Godhavn von Inspektor Claus Bendeke ausgegebene beschriebene Spielkarten zur Bezahlung des angekauften Walfangs. Sie hatten Wertstufen von sechs Skilling bis 10 Rigsdaler und wurden bei der Rückgabe vernichtet. Ab 1803 folgten gedruckte Banknoten, die nur in Qaqortoq gültig waren, und ab 1804 Ausgaben für die ganze Insel. Das Design der Banknoten wurde im 19. Jahrhundert wiederholt geändert. 1926 wurden die umlaufenden Banknoten eingezogen und an ihrer Stelle solche von Grønlands Styrelse ausgegeben, die in Dänemark gedruckt worden waren. Mit der Eingliederung Grönlands in das Königreich Dänemark 1953 erhielt der KGH wieder das alleinige Recht zur Ausgabe von grönländischen Banknoten und Münzen, die nur dort gesetzliches Zahlungsmittel waren. 1967 wurden die grönländischen Banknoten und Münzen eingezogen, seither ist die dänische Krone das einzige gültige Zahlungsmittel.
Die Akzeptanz der Banknoten als Zahlungsmittel war ausgesprochen gering, und sie mussten von den Grönländern nicht angenommen werden, wenn sie den Tausch gegen Waren bevorzugten. Im Handeln der Grönländer untereinander spielten sie keine Rolle. Es gab wiederholt besorgte Stimmen von leitenden dänischen Beamten, die wegen des Umgangs der Grönländer mit den Banknoten besorgt waren. Im Zuge der Entwicklung der grönländischen Selbstverwaltung wurde – von Dänen – die Sorge vorgetragen, dass das bloße Vorhandensein eigener grönländischer Banknoten für die Grönländer eine Erinnerung an die Kolonialverwaltung sein müsse. Andere widersprachen und hielten fest, dass auch die Grönländer Banknoten, egal wer sie ausgegeben hat, als praktisch ansahen. Der grönländische Politiker Hans Lynge äußerte während einer Debatte in Grønlands Landsråd 1961, dass er auch als Befürworter dänischer Banknoten nachvollziehen könne, wenn Menschen Geld mit Motiven aus dem eigenen Land sehen möchten. Tatsächlich hatten die Darstellungen auf den in Grönland kursierenden Banknoten des KGH nur selten einen Bezug zur Insel, und der war wie beim Kolonialgeld anderer Staaten auf stereotype Darstellungen „exotischer“ Tiere beschränkt.
1967 wurde die dänische Krone – auch als Reaktion auf das Problem nicht vorhandener grönländischer Münzen für Verkaufsautomaten – das gesetzliche Zahlungsmittel in Grönland. Bis dahin waren Banknoten im Umlauf, die auf dem Rand Den Kongelige Grønlandske Handel als Herausgeber nannten.

Banknoten von Den Kongelige Grønlandske Handel
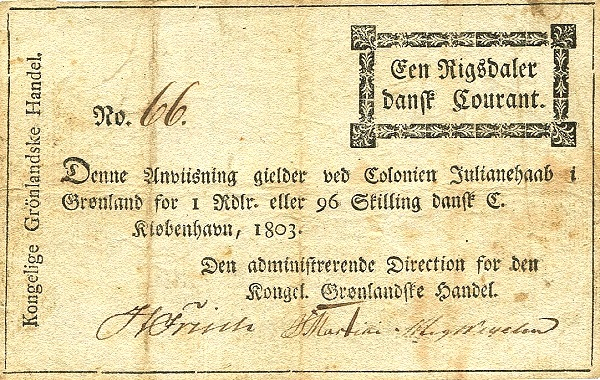
1 Rigsdaler von 1803 für die Kolonie Julianehaab
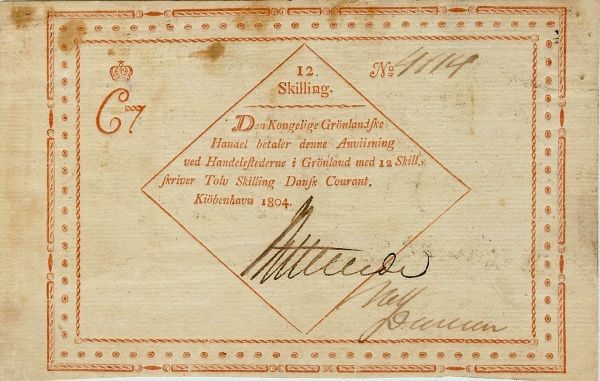
12 Skilling von 1804
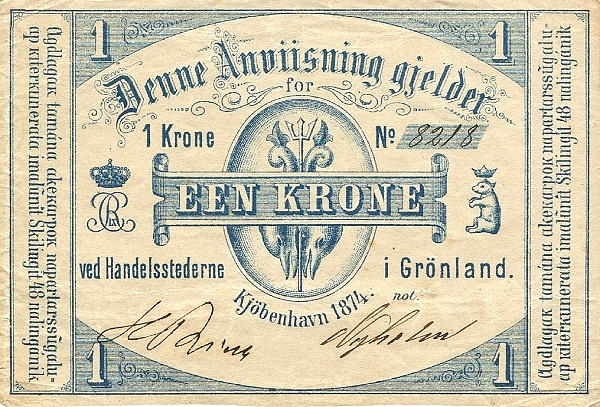
1 Krone von 1874
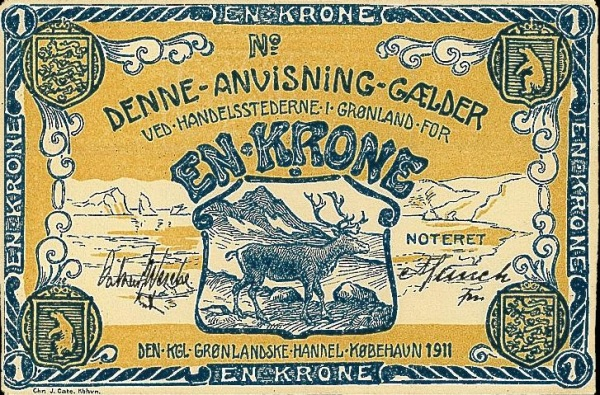
1 Krone von 1911
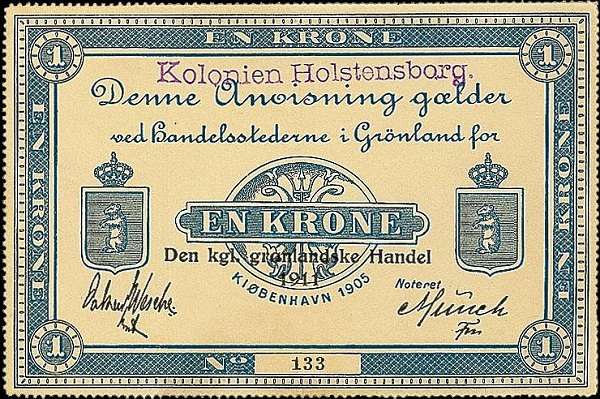
1 Krone von 1911 für die Kolonie Holsteinsborg
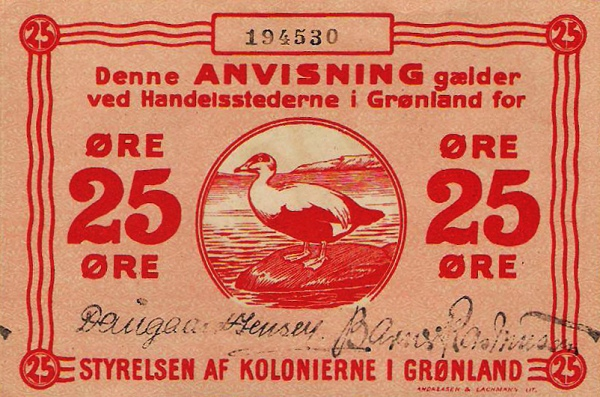
25 Öre von 1913

### Münzen
Den Kongelige Grønlandske Handel gab 1894 eigene Münzen aus Zink heraus. Sie dienten in der neu gegründeten Handels- und Missionsstation Ammassalik als Token für den Handel innerhalb der Siedlung. Es existieren Token in den Wertstufen 1, 5, 10, 25, 50, 100 und 500 Øre. Auf der Vorderseite zeigen sie innerhalb der Umschrift „ANGMAGSSALIK“ eine Krone über einer Wertangabe in Ziffern. Bis auf zwei Münzen zu 100 und 500 Øre, die es auch mit der rückseitigen Aufschrift „Am“ gibt, sind sie nur einseitig geprägt. Mit Auflagen von maximal 205 Stück sind sie äußerst selten. 1905 erschien noch ein Token zu 500 Øre im gleichen Design, das aus Aluminium gefertigt wurde. Von den anderen Wertstufen existieren Probestücke aus Aluminium, die aber nicht in Umlauf gebracht wurden.
1957 prägte die Gesellschaft eine Münze zu einer dänischen Krone aus Aluminiumbronze. Die Bildseite zeigte die königliche Krone über den beiden Wappenschilden von Dänemark und Grönland, mit der Umschrift „DEN KONGELIGE GRØNLANDSKE HANDEL“ und der Jahreszahl am Unterrand. Die Wertseite zeigt die Wertziffer „1“, darunter die Währungsangabe „KRONE“ und am Rand einen umlaufenden Kranz aus zwei Zweigen mit Blättern und jeweils einer Blüte. 1960 und 1964 wurde die Münze noch einmal in Kupfernickel geprägt. 1967 wurden die grönländischen Münzen durch gewöhnliche dänische Kronen abgelöst.